# Réal-TV
Pour les articles homonymes, voir Réal-TV.
Réal-TV est une série télévisée québécoise en 124 épisodes de 25 minutes diffusée entre le 1er octobre 2001 et le 6 juin 2004 sur VRAK.TV.
Entre deux émissions de la programmation régulière de VRAK-TV, nous pouvions également voir l'émission Réal-IT, qui présentait des capsules sur des sujets divers préparées par les animateurs de Réal-TV.

## Synopsis
La série présente les aventures des animateurs des capsules Réal-IT à la chaîne de télévision VRAK-TV.

## Distribution
- Stéphane Bellavance : Fred (Frédéric Ledoux)
- Audrey Lacasse : Véro (Véronique Chiasson)
- Jean-Dominic Leduc : FX (François-Xavier Croteau-Champagne)
- Antoine Mongrain : Sébasse (Sébastien Picard)
- Geneviève Néron : Manu (Emmanuelle St-Laurent)
- Frédéric Pierre : Kevin Toussaint
- Jean-Pierre Chartrand : Lucien Sansoucy appelé aussi Lulu, le directeur de la programmation
- Annie Dufresne : Nathalie, réceptionniste
- Martin Laroche : Pascalin-Robert Jr. Tremblay
- Margaret McBrearty : Yanie, la réceptionniste
- Michèle Deslauriers : Madame Zardavskazodorvskavya (Madame chose),
- Rose-Maïté Erkoreka : Chang
- Catherine Trudeau : Patricia appelée aussi Pat, nièce de Lulu
- Patrice Bélanger : Étienne Laforêt
- François Léveillée : le patron de la station
- Julien Poulin : Gaétan, l'homme à tout faire
- Julie Perreault : Adèle, technicienne
- Amélie Prévost : Sonia, l'amie de FX
- Annick Bourassa : Dread (Andréanne)
- Pauline Lapointe : La mère de Fred

## Fiche technique
- Scénaristes : Anne Lecours, Anne-Claude Chénier, Benoit Chartier, Christian Bégin, Jacques Davidts, Louis Morissette, Louis-Philippe Morin, Louis-Philippe Rivard, Marie-Frédérique Laberge-Milot, Pascal Blanchet, Robert Davidts, Stéphane Laporte, André Ducharme Stéphane St-Denis, Micheline Sylvestre
- Réalisateurs : Pierre-Richard Thériault, Pascale Cusson, Michel Berthiaume, Jean-Marc Létourneau, Brigitte Couture, Agathe Carrier
- Producteurs : Jean Lamoureux et Julie Snyder
- Producteur exécutif : Alain Dupont
- Société de production : Productions J

## Épisodes
Les épisodes sont classés par ordre de production et non en ordre de diffusion.

### Première saison (2001-2002)
1. Où est-ce qu'on va à partir d'ici ? (1er octobre 2001)
2. Négos à gogo	(2 octobre 2001)
3. Tes bébelles pis dans ta cour ! (3 octobre 2001)
4. Trop de boulot (4 octobre 2001)
5. Techno, job et Rock'N'Roll (8 octobre 2001)
6. Le p'tit nouveau (9 octobre 2001)
7. Au suivant ! (10 octobre 2001)
8. L'initiation (11 octobre 2001)
9. Incommunicativité (15 octobre 2001)
10. Le secret de Madame Chose (16 octobre 2001)
11. Ce que femme veut... (17 octobre 2001)
12. Performance (18 octobre 2001)
13. L'employé du mois (22 octobre 2001)
14. Soyez naturel (23 octobre 2001)
15. Vérité quand tu nous tiens ! (24 octobre 2001)
16. Lucien tanné du pouvoir (25 octobre 2001)
17. Pob-citrouille (29 octobre 2001)
18. La nuit du mort-vivant (30 octobre 2001)
19. L'habit qui fait Plouf... (31 octobre 2001)
20. Un estomac le lendemain (1er novembre 2001)
21. La soirée bénéfice (5 novembre 2001)
22. Star d'un soir (6 novembre 2001)
23. Tout est dans la manière (7 novembre 2001)
24. Souriez ! (8 novembre 2001)
25. L'habit ne fait pas le moine (12 novembre 2001)
26. C'est un Goldoni (13 novembre 2001)
27. Bon baiser (14 novembre 2001)
28. Vive les vacances (15 novembre 2001)
29. L'inaccessible étoile (19 novembre 2001)
30. Pascalin Superstar (20 novembre 2001)
31. La mambo des cotes d'écoutes (21 novembre 2001)
32. Manu international (22 novembre 2001)
33. J'affirme que je veux une blonde (26 novembre 2001)
34. L'orienteur (27 novembre 2001)
35. Mal de mère (28 novembre 2001)
36. Amour, yoga et plogue (29 novembre 2001)
37. Papa-poule (3 décembre 2001)
38. Filles (Guenilles) Garçons (Cornichons) (4 décembre 2001)
39. Vrak équitable (5 décembre 2001)
40. Du look et autres - Considérations existe (6 décembre 2001)
41. Lulu Papa (Partie 1) (1er avril 2002)
42. L'autre étape (28 mars 2002)
43. Vie russe (27 mars 2002)
44. Lulu Papa (Partie 2) (2 avril 2002)
45. Casse-Noisette (17 décembre 2001)
46. Le complexe de Joseph (18 décembre 2001)
47. Mon bikini, ma brosse à dent (19 décembre 2001)
48. Ah! Comme la neige a neigé (20 décembre 2001)
49. Le temple du vedge (26 mars 2002)
50. La belle et la bête (18 mars 2002)
51. La maladie du bonheur	(13 mars 2002)
52. Mur-mur (25 mars 2002)
53. Mauvais perdant (21 mars 2002)
54. Le billet (19 mars 2002)
55. Fred est lavé (28 février 2002)
56. La loi du plus fort (27 février 2002)
57. Pour la suite du monde (25 février 2002)
58. La ration du plus fort (20 mars 2002)
59. Sweet 16 and never been kissed (4 février 2002)
60. Didier TV (5 février 2002)
61. Pas de chicane dans ma cabane (6 février 2002)
62. La Jean-René Mania (7 février 2002)
63. Perdons la carte (5 mars 2002)
64. Sexe, mensonges et club vidéo (4 mars 2002)
65. Le chum était presque parfait (11 février 2002)
66. La petite nouvelle (12 février 2002)
67. L'amour n'est pas si aveugle que ça (7 mars 2002)
68. Coqs et cobayes (11 mars 2002)
69. Les mauvaises langues (12 mars 2002)
70. Moman passe un mauvais moment (14 mars 2002)
71. Fred de Bergerac (20 février 2002)
72. L'étiquette du king (18 février 2002)
73. Le record olympique (19 février 2002)
74. Le massacre de la St-Valentin (14 février 2002)
75. Amour VS Amitié (13 février 2002)
76. Le Quintal virtuel (21 février 2002)
77. Le secret de M. Cool (6 mars 2002)
78. Trois gars et une belle fille (26 février 2002)

### Deuxième saison (2002-2003)
1. La grande rentrée par la fenêtre (4 septembre 2002)
2. Papa a raison	(7 septembre 2002)
3. L'entrevue en espagnol (14 septembre 2002)
4. Big Brother (21 septembre 2002)
5. T'aime, t'aime, t'aime (28 septembre 2002)
6. La guerre des sexes (5 octobre 2002)
7. Spécial Bloopers (7 décembre 2002)
8. Réal-TV superstar (12 octobre 2002)
9. Lulu le tombeur de ses dames (19 octobre 2002)
10. Le projet Lulu (26 octobre 2002)
11. Docteur, j'ai un problème (2 novembre 2002)
12. Lulu est stone (9 novembre 2002)
13. Changez de côté, vous vous êtes trompés (16 novembre 2002)
14. Vive la sagesse (4 janvier 2003)
15. Les stars négocient (11 janvier 2003)
16. J'ai tout essayé (18 janvier 2003)
17. La liste de Kevin (25 janvier 2003)
18. Il faut souffrir pour être bon (1er février 2003)
19. Adèle Top modèle (8 février 2003)
20. La star (15 février 2003)
21. Le trou (22 février 2003)
22. Ce soir, on sort (22 mars 2003)
23. Manu à plein régime (8 mars 2003)
24. Surprise sur prise (15 mars 2003)
25. La retraite de Lulu (1er mars 2003)
26. La grande demande (29 mars 2003)

### Troisième saison (2003-2004)
1. Amour, sandwich et confusion (6 septembre 2003)
2. Quoi de neuf docteur ? (13 septembre 2003)
3. Cure de rajeunissement (20 septembre 2003)
4. Le billet de la bisbille (27 septembre 2003)
5. Problème d'image (4 octobre 2003)
6. Amitié Full contact (11 octobre 2003)
7. Vendredi 13 (18 octobre 2003)
8. Quatre gars, une fille (25 octobre 2003)
9. Sous et grippe-sous (1er novembre 2003)
10. L'affaire est dans le sac (8 novembre 2003)
11. La peur de voler (15 novembre 2003)
12. Quand ça pétille (22 novembre 2003)
13. Le roi Arthur (29 novembre 2003)
14. Thérèse a un je ne sais quoi... (6 décembre 2003)
15. Hikikomori (13 décembre 2003)
16. Zwastydzenie (11 janvier 2004)
17. Amour en Vrak	(18 janvier 2004)
18. Bonjour les dé (25 janvier 2004)
19. 3HA (Trois histoires d'amour) (1er février 2004)
20. La journée des masques (8 février 2004)